# HD159560
HD159560 — хімічно пекулярна зоря спектрального класу A4, що має видиму зоряну величину в смузі V приблизно  4,9.
Вона знаходиться у сузір'ї Дракона  й  розташована на відстані близько 99,4 світлових років від Сонця.

## Фізичні характеристики
Зоря HD159560 обертається 
досить швидко 
навколо своєї осі. Проєкція її екваторіальної швидкості на промінь зору становить  Vsin(i)= 68км/сек.

## Магнітне поле
Спектр даної зорі вказує на наявність магнітного поля у її зоряній атмосфері.
Напруженість повздовжної компоненти поля оціненої з аналізу
крил ліній Бальмера
становить   33,0±  34,0 Гаус.